# Reiffton, Pennsylvania
Reiffton, Pennsylvania (енгл. Reiffton) насељено је место без административног статуса у америчкој савезној држави Пенсилванија.

## Демографија
По попису из 2010. године број становника је 4.178, што је 1.29 (44,7%) становника више него 2000. године.
| Група             | 2000.         | 2010.         |
| Белци             | 2.786 (96,5%) | 3.719 (89,0%) |
| Афроамериканци    | 32 (1,1%)     | 169 (4,0%)    |
| Азијати           | 32 (1,1%)     | 116 (2,8%)    |
| Хиспаноамериканци | 28 (1,0%)     | 108 (2,6%)    |
| Укупно            | 2.888         | 4.178         |